# رهاب الضوضاء
رُهابُ الضوضاء أو خواف الضوضاء أو فونو فوبيا (بالإنجليزية: Phonophobia) ويسمي أيضا ليجيروفوبيا أو سونوفوبيا هو الخوف من أصوات محددة مثل الطعام أو السعال أو الهاتف وغيرها. ويمكن ان يكون الخوف من صوت واحد أو أكثر ويعد من الرهاب النادر جدا وغالبا ما تكون الاعراض من احتداد السمع ويمكن ان يكون من افراط حساسية المريض من الاصوات ويمكن ان تكون جزءا من تشخيص الصداع النصفي . و رهاب الصوت مصطلح يوناني φωνή - phōnē يعني فونو الصوت φόβος - phobos, فوبيا الخوف. قد يكون خوف من الاجهزة التي يمكن ان تبعث اصوات عالية مثل سماعات الحاسوب أو اجهزة الإنذار بالحريق أو غيرها الكثير .
نحن نعيش وسط بيئات مليئة بالاصوات التي قد تكون سبب في انزعاج الاشخاص المصابين بالفونوفوبيا فعليهم تجنب هذه الاصوات بخفض صوتها لمستوى يريحهم ويمكنهم تجنب المهرجانات والمسيرات التي تحدث صوت صاخب مثل الطبول كما يرافقها الاحتفالات الموسيقية وتجنب سماع الألعاب النارية. ومثال اخر عليها كان يراقب الشخص تفجير بالون فهذا يفوق طاقة المصاب فيسبب له قلق شديد ويشير رهاب الصوت أيضا إلى شكل متطرف من ميسوفونيا.

## رهاب الصوت ورهاب المرض القلبي
وتكون هذه الحالة مصاحبة للمريض بانه يصاب بالقلق من سماع نبضات القلب للاشخاص أو حتى نبضات قلبه، وأيضا يتطور هذا الخوف ليصبح يخاف من الإصابة بنوبة قلبية أو الشعور بتوقف القلب، وفي بعض الاحيان تكون هذه الحالات سببا في القلق والذعر والهجمات ولكن هذا ليس هو الحال دائما .
كما يجوز للاشخاص الذين يشعرون بهذه الاعراض تجنب الاستماع لها ومحاولة الاسترخاء وهي ليست بالحالة الخطيرة .

### الخوف من الأصوات الفجائية للأجهزة
مثل صوت المنبه أو الأصوات الفجائية عندما يرن الهاتف وغيرها فيشعر الشخص المصاب بالخوف ثم بالقلق ويتحول إلى الانزعاج فعليه بكل بساطة أن يخفض مثل هذه الأصوات إلى صوت مريح له أو بكل بساطة ان يتجنبها